# Budynek Urzędu Wojewódzkiego w Szczecinie

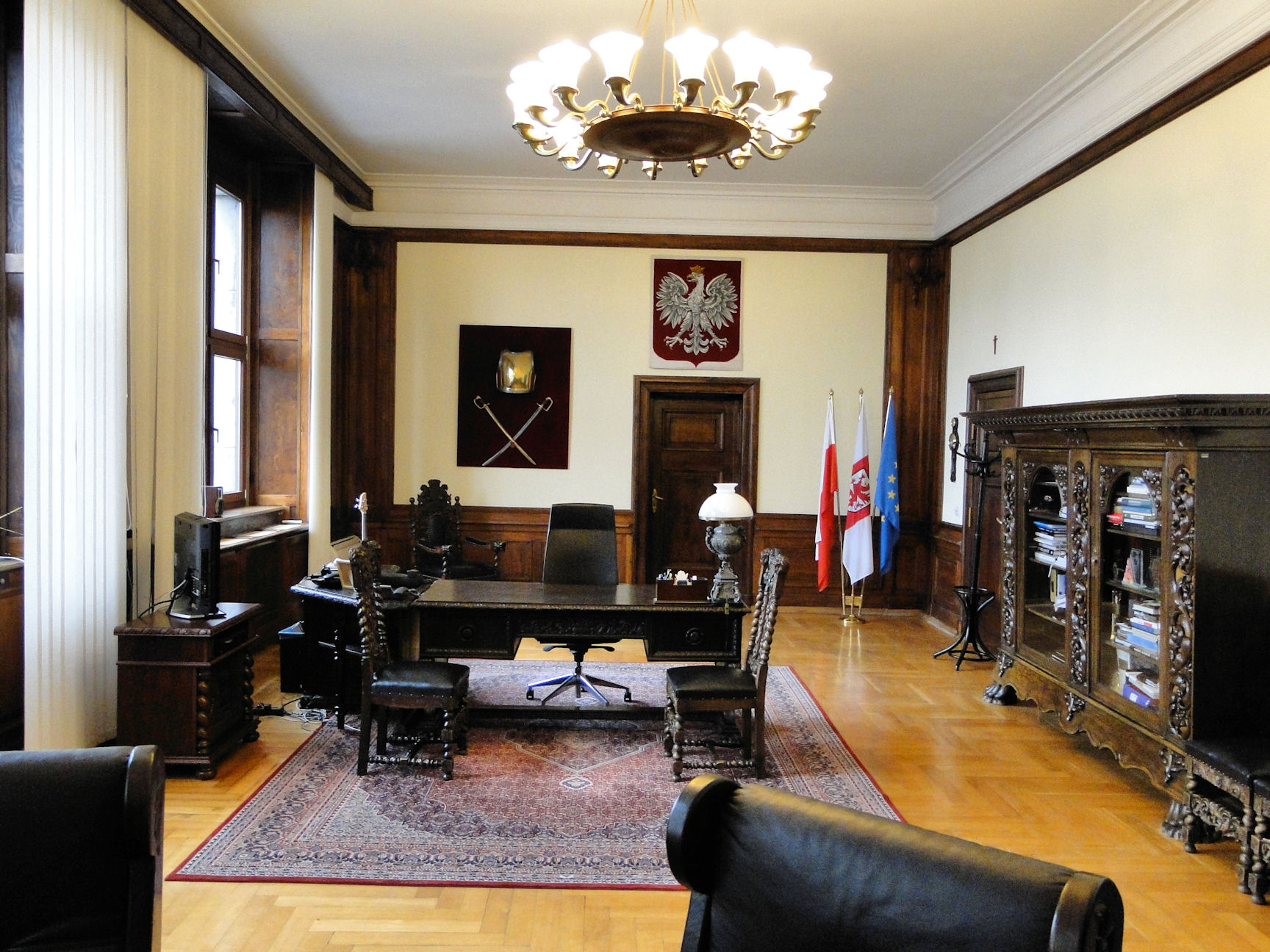
Gabinet wojewody (2011 r.)

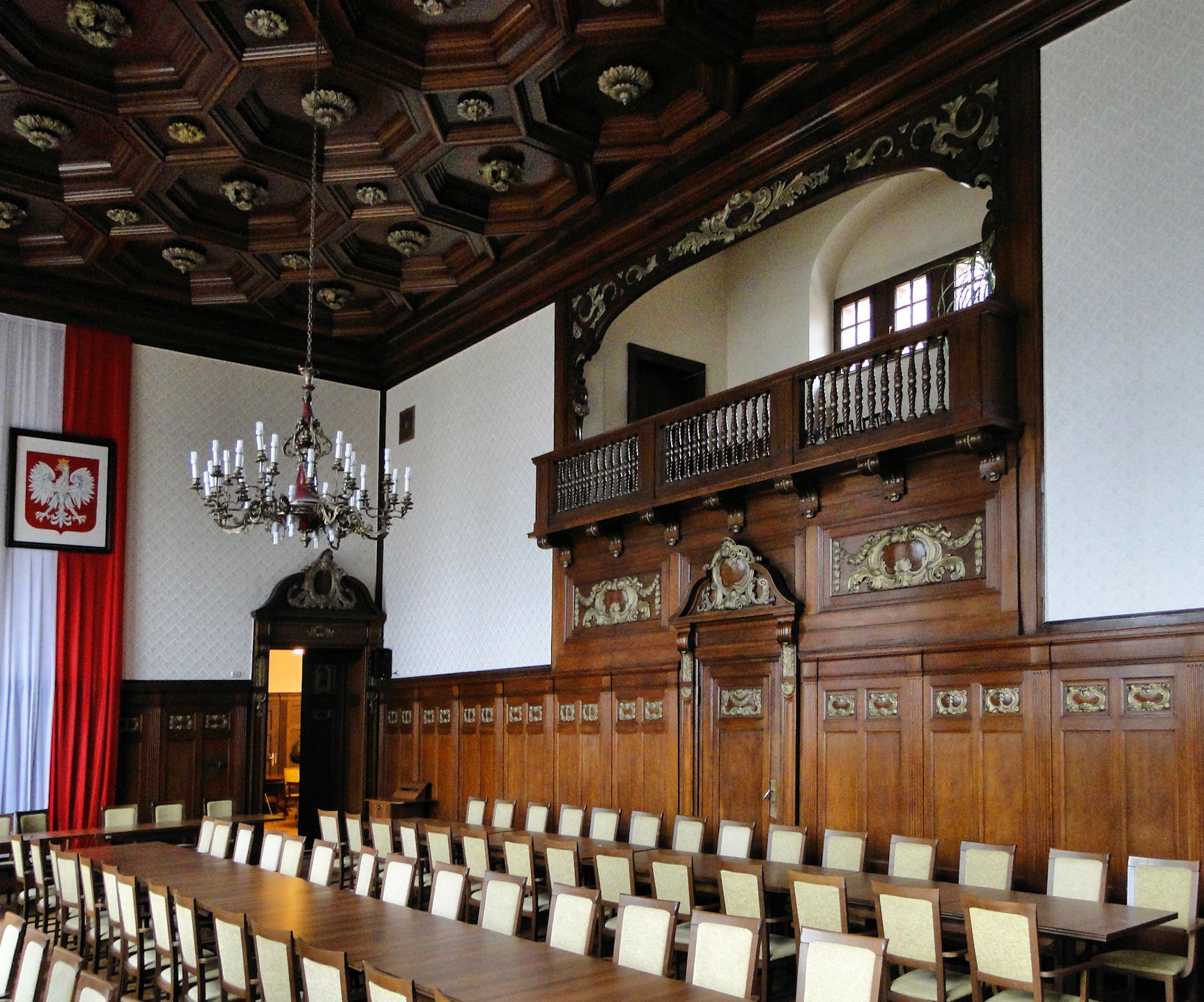
Sala konferencyjna

Budynek Urzędu Wojewódzkiego w Szczecinie – zabytkowy budynek administracyjny oddany do użytku w 1911, położony przy Wałach Chrobrego w Szczecinie.

## Historia
Głównym projektantem był berliński architekt Paul Kieschke. Po jego śmierci w 1905 projekt kontynuował oraz sprawował nadzór nad budową Paul Lehmgrübner. Prace rozpoczęto w 1906 na zakupionej za 392 tys. marek działce o powierzchni 12860 m². Ze względu na ukształtowanie terenu oraz pozostałości po znajdującym się tu poprzednio Forcie Leopolda, właściwe prace budowlane zostały poprzedzone zakrojonymi na szeroką skale pracami ziemnymi obejmującymi m.in. zasypanie fos, wymianę torfowego podłoża, drenaż terenu itp. Budynek został posadowiony na potężnych, betonowych fundamentach sięgających miejscami 11 m poniżej poziomu ulicy. W wyniku trwających niemal 6 lat prac budowlanych powstał kompleks trzech monumentalnych budynków połączonych wspólną, bogato zdobioną, elewacją. Styl budowli nawiązuje do niemieckiego historyzmu, eksponując zwłaszcza elementy północnego renesansu. Kompleks posiada dwa wewnętrzne dziedzińce oraz dwie wieże, z których jedna, o wysokości 72 m, zwieńczona jest figurką marynarza. Wiele pomieszczeń w budynku posiada reprezentacyjny charakter i zachowało pierwotne dekoracje (m.in.: hol główny, klatka schodowa, sala konferencyjna).
Budynek został oddany do użytku w 1911. Jego centralną część zajął urząd Rejencji Szczecińskiej. Część południową stanowiło służbowe mieszkanie prezydenta rejencji. W części północnej kompleksu zlokalizowano biura instytucji morskich m.in. Urzędu Morskiego, Agencji Lloyda, Policji Portowej i Urzędu Budownictwa Wodnego.
Koszt inwestycji wyniósł 3 533 270 marek. Całkowita powierzchnia budowli wynosi 19 451 m².
Gmach nie ucierpiał w czasie nalotów na Szczecin w okresie II wojny światowej.
Obecny gmach Urzędu Wojewódzkiego był pierwszą siedzibą polskich władz miejskich z Piotrem Zarembą na czele, który w dniu 30 kwietnia 1945 nakazał wywieszenie na gmachu polskiej flagi.
W 1985 gmach Urzędu Wojewódzkiego wpisany został do rejestru zabytków.
Od 2011, w związku ze stuleciem istnienia, udostępnia się gmach do zwiedzania jedynie w grupach, z przewodnikiem i wyłącznie po wyznaczonych trasach obejmujących zarówno podziemia (z niezbadanym, zalanym przez wodę, tunelem biegnącym w kierunku Odry) jak i wieże (ze zgromadzoną przez Niemców, w niewiadomym celu, kolekcję maszkaronów).
Wnętrzu budynku systematycznie przywraca się wygląd międzywojenny – głównie poprzez odtwarzanie historycznej malatury na ścianach, sklepieniach oraz sztukaterii. 

## Figura marynarza
Wieża południowa gmachu Urzędu Wojewódzkiego zwieńczona jest figurą marynarza. Została ona na niej umieszczona ok. 1912 czyli w okresie budowy gmachu. W starszych polskich przewodnikach figura była interpretowana jako „średniowieczny kupiec” lub „średniowieczny kupiec-żeglarz”. Figura wykonana jest z grubej, tłoczonej blachy. Figura mierzy 225 cm wysokości i waży ok. 160 kg (wewnątrz jest pusta). Marynarz w prawej ręce trzyma kotwicę, zaś w lewej, liczący 360 cm wysokości, stalowy maszt, na którym umieszczony jest wizerunek polskiego orła.
Pierwotnie na maszcie znajdował się pruski orzeł, który został zastąpiony polskim w 1945 lub 1946. W połowie lat 70. XX w. figura marynarza zaczęła się odchylać od pionu co zmusiło ówczesne władze do przeprowadzenia jej gruntownej konserwacji. Marynarz został zdjęty z wieży z wykorzystaniem śmigłowca 25 maja 1975. Podczas oględzin zdjętej figury okazało się, że posiada ona 112 przestrzelin, urwaną lewą rękę i zmiażdżoną stopę. Uszkodzenia te powstały najprawdopodobniej w czasie wkraczania, lub tuż po wkroczeniu wojsk radzieckich do Szczecina. Naprawy figury dokonał szczeciński ślusarz Tadeusz Drogosz. 9 września 1975, przy użyciu śmigłowca, podjęto próbę posadowienia odnowionej figury na szczycie wieży. Próba, ze względów technicznych, zakończyła się niepowodzeniem. Kolejną próbę (już udaną) przeprowadzono 4 sierpnia 1976. Po transformacji ustrojowej w 1989 wymieniono wizerunek orła na maszcie trzymanym przez marynarza.

## Galeria

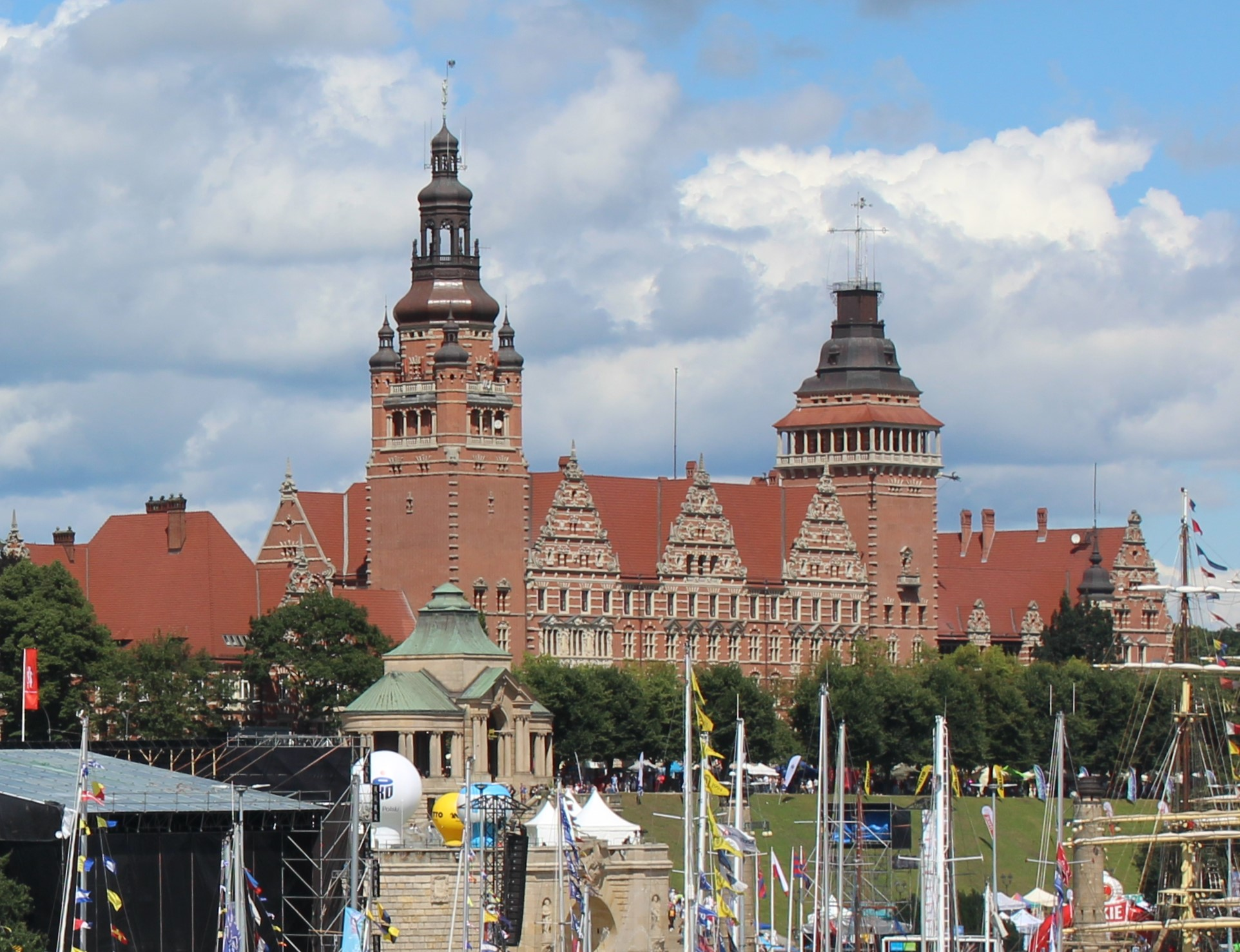
Widok z Trasy Zamkowej
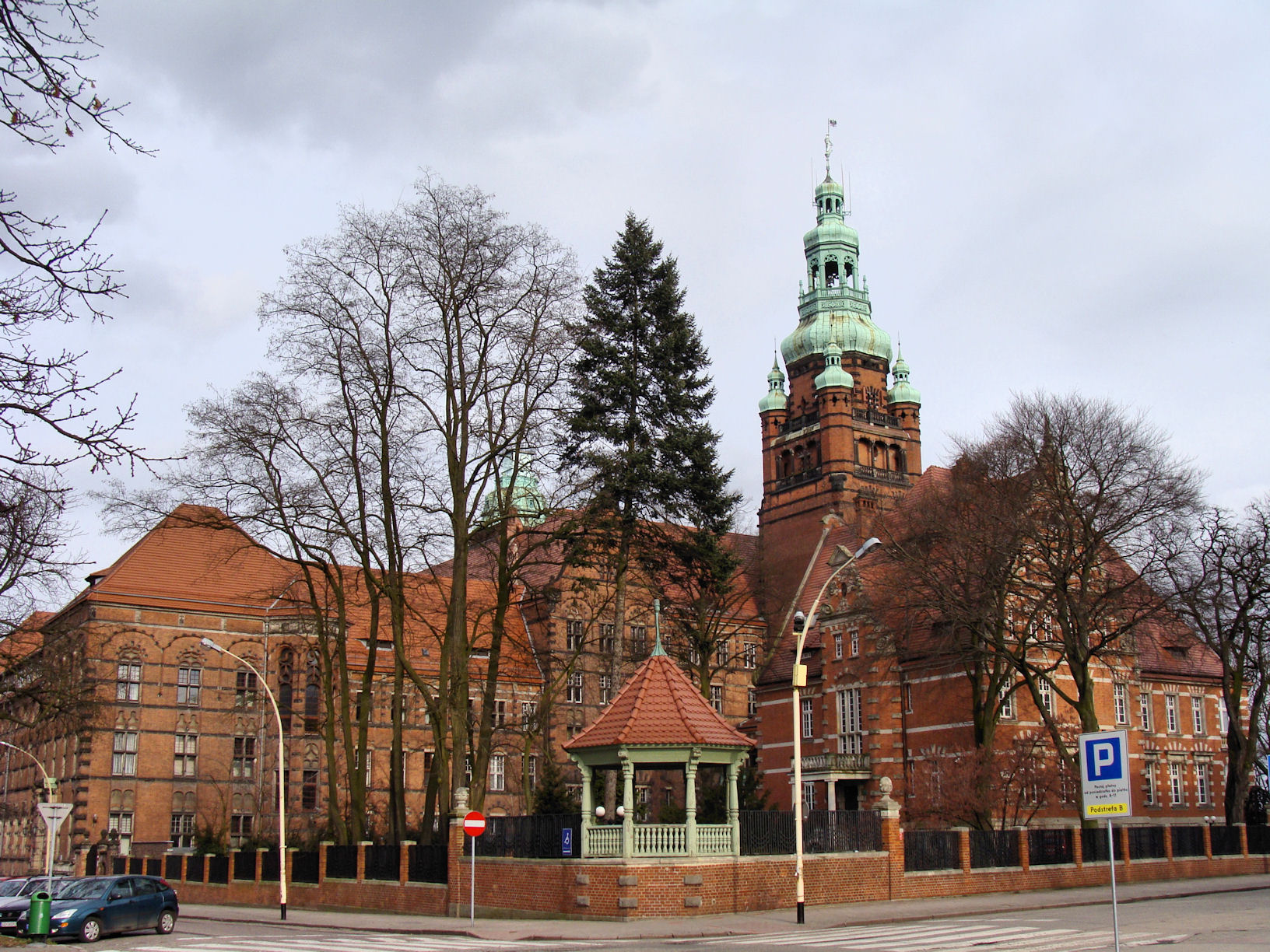
Widok z pl. Mickiewicza
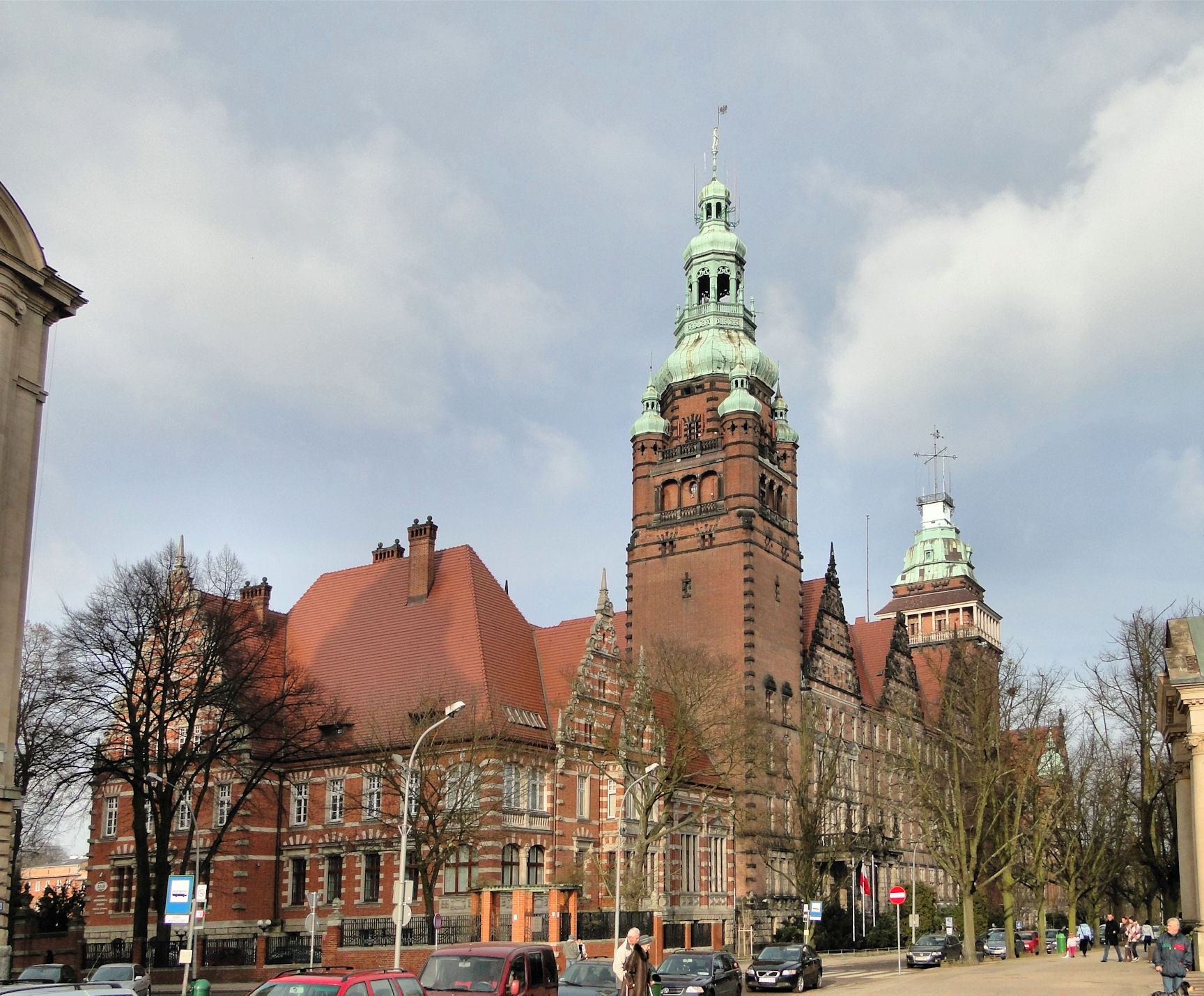
Widok z Wałów Chrobrego
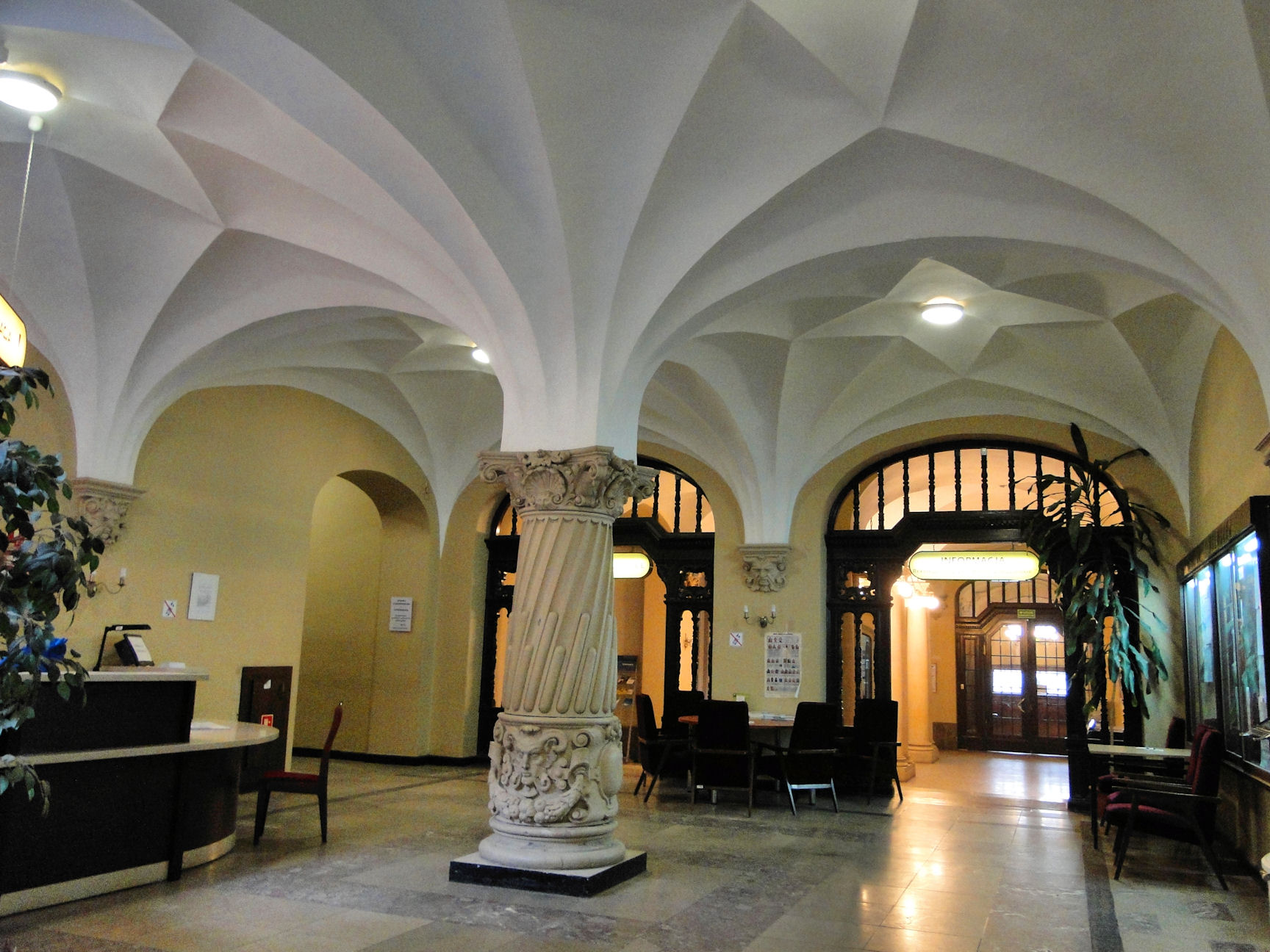
Hol główny
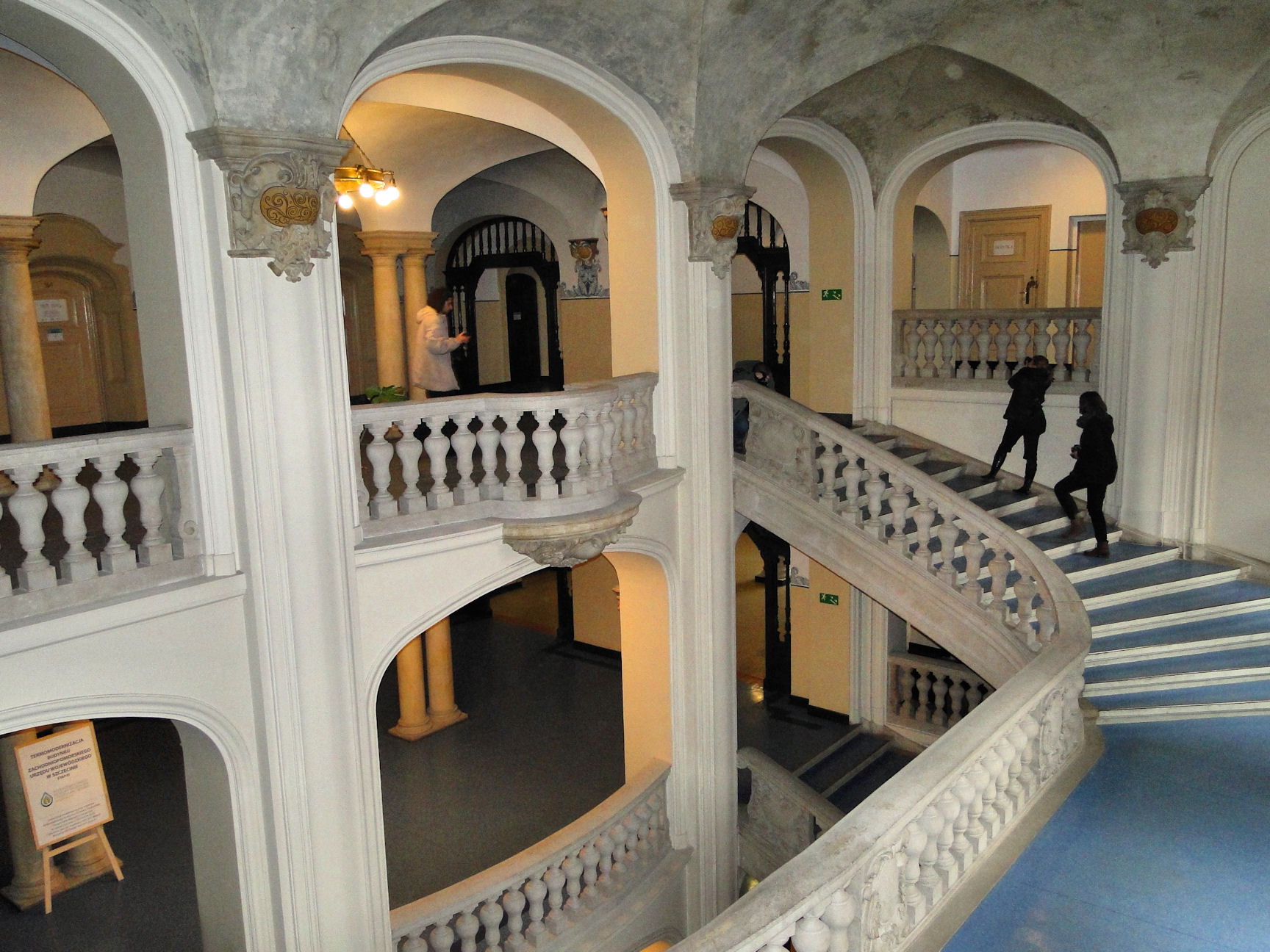
Klatka schodowa
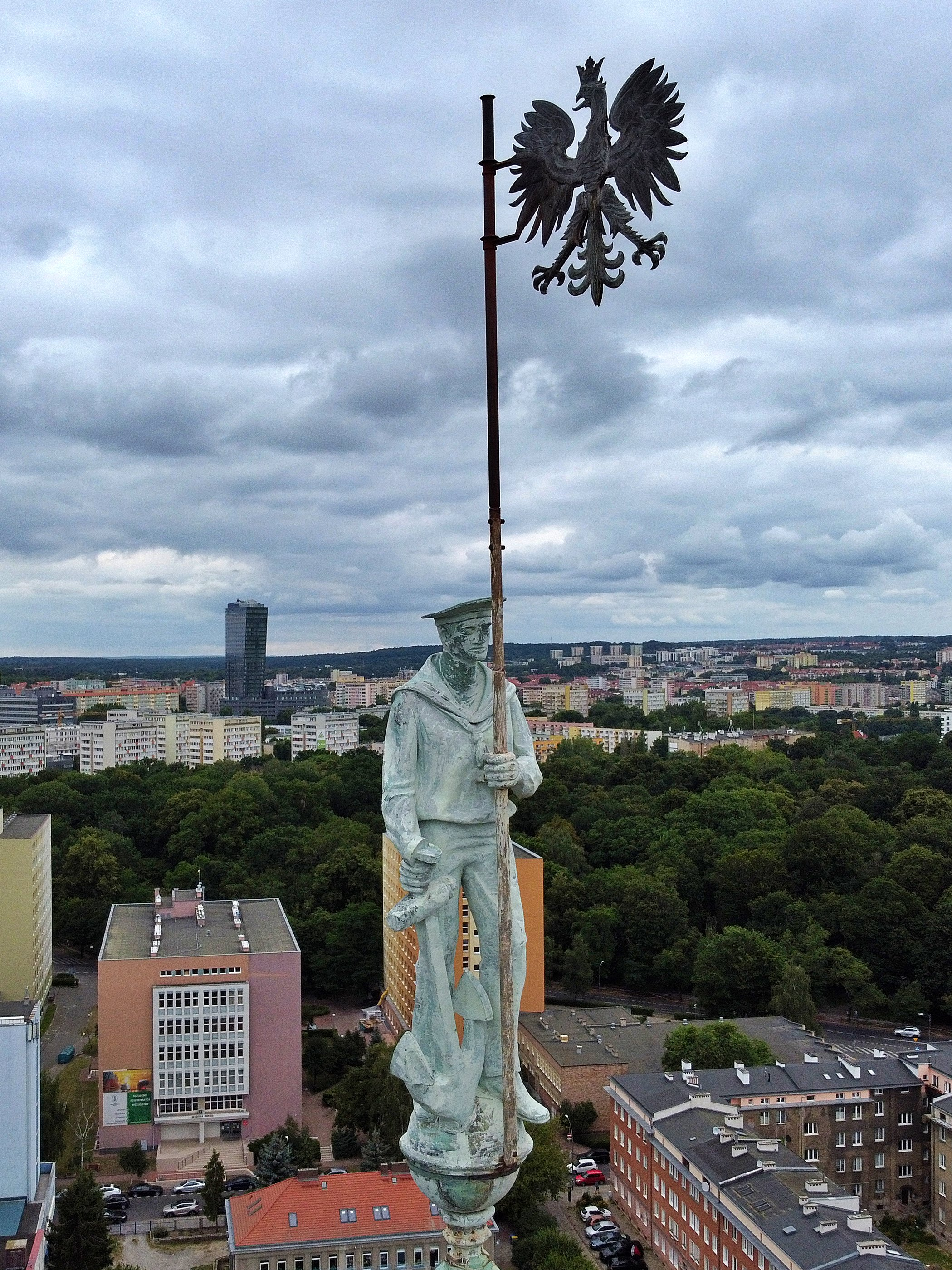
Figura marynarza na szczycie wieży południowej